# Okowita
Okowita (od łac. aqua vitae – woda życia) lub gorzałka – staropolskie określenie wysokoprocentowego napoju alkoholowego, mocnej wódki produkowanej ze zbóż i ziemniaków.  
Aqua vitae wytwarzano w Europie już w XIII wieku jako spirytus będący produktem destylacji wina. Początkowo produkowana wyłącznie w celach leczniczych, z czasem stała się zwykłym napojem alkoholowym. Spolszczonym mianem okowity określano u nas tę wódkę, która dotarła do Polski w XVI wieku z Niemiec lub Włoch, pierwotnie zresztą będąc trunkiem dostępnym głównie dla zamożnych mieszczan.
Była destylowana zazwyczaj trzy razy. Po pierwszej destylacji nazywana była brantówką, po drugiej – szumówką, a po trzeciej stawała się okowitą o mocy do 80%. Po rozcieńczeniu okowity wodą produkowano wódkę prostą o mocy około 30–35%, zwaną szynkową lub ordynaryjną. W Wielkopolsce XIX wieku podstawowym surowcem do produkcji tego alkoholu były ziemniaki.
Nazwą okowita określa się również surowy nieoczyszczany spirytus.

## Okowita w kulturze
O okowicie traktuje jeden z odcinków popularnego serialu telewizyjnego Janosik w reżyserii Jerzego Passendorfera. Jest to odcinek nr 7, a jego tytuł to Beczka okowity.